# 伊東タケノリ
伊東 タケノリ（いとう たけのり、1972年2月16日 - ）は、埼玉県さいたま市出身の俳優、スーツアクター。ネオ・エージェンシーに所属していた。

## 人物
旧芸名は伊東 丈典。
帝京大学卒。
現在は東京都葛飾区の「亀有ファイティングビューティースタジオ」や埼玉県戸田市の「NPO戸田スポーツクラブ」でインストラクターとして活動している。
身長186cm。体重71kg。血液型O型。
趣味はダンス（ジャズダンス、ファンキー、ジャズダンス、ラテンダンス、ヒップホップ）、音楽鑑賞、卓球、カラオケ。特技はアクション、殺陣。

## 出演作品

### テレビドラマ
- 虹色定期便（NHK教育テレビジョン）
- サイコメトラーEIJI SP（2000年、日本テレビ）
- はみだし刑事情熱系 PART5 第13話（2001年、テレビ朝日）
- 仮面ライダーシリーズ（テレビ朝日）
  - 仮面ライダーアギト 第13話（2001年） - 守衛
  - 仮面ライダーカブト 第20話（2006年)  - ひったくりの男
- 月曜ミステリー劇場（TBS）
  - カードGメン・小早川茜 第3作（2001年）
  - 血痕 警科研・湯川愛子の鑑定ファイル 第2作（2007年） - ヤクザ
- 水曜ドラマ / ごくせん 第1シリーズ 第11話（2002年、日本テレビ）
- 精霊流し〜あなたを忘れない〜 第12話（2002年、NHK）
- 爆竜戦隊アバレンジャー 第6話（2003年、テレビ朝日） - 清掃員
- ドゥニチラヴ Episode9（2003年、テレビ東京） - 覆面の男
- ディビジョン1 ステージ4「ハングリーキッド」 第4話（2004年、フジテレビ） - 刑事
- 武蔵忍法伝 忍者烈風（2015年 - 2018年、TOKYO MX2） - 邪王丸

### テレビ番組
- 踊る!さんま御殿!!（日本テレビ）

### 映画
- 仮面学園（2000年、東映）
- 実録・安藤組外伝 餓狼の掟（2002年、東映）
- 姐御 ANEGO（2003年、東映） - 影山組組員
- Bird's Eye バーズ・アイ（2003年、ケイエスエス）
- 木更津キャッツアイ 日本シリーズ（2003年、アスミック・エース）
- 容疑者 室井慎次（2005年、東宝）
- ヒートアイランド（2007年、ザナドゥー）
- 彼岸島（2010年、ワーナー・ブラザース映画）

### Vシネマ
- 平成極道伝 夜叉が裂く!（1999年、東映ビデオ）
- ウルトラセブン1999最終章6部作 第2話「空飛ぶ大鉄塊」（1999年、バップ） - 鉄鋼ロボット 大鉄塊
- 組織暴力 流血の仁義（1999年、東映ビデオ）
- 侠道1 - 4（2000年、東映ビデオ）
- 実録シリーズ（プレイビル・ドーダサービス）
  - 実録・日本やくざ列伝 義戦 
    - 実録 義戦5 瀬戸内ヤクザ戦争 上巻（2003年）
    - 実録・日本やくざ列伝 義戦 昇龍篇（2007年）

  - 実録 鯨道12 広島烈侠伝 大西政寛（2009年）
- AOL

### 配信ドラマ
- アカツキ ～Aka Tuki
- HENCHMEN ヘンチメン（2011年、J:COMチャンネル）

### CM
- 英会話イーオン
- NTT
- ベネッセコーポレーション 進研ゼミ